# 庫爾喀喇烏蘇直隸廳
庫爾喀喇烏蘇直隸廳，中國清代新疆省所轄的一廳。原屬庫爾喀喇烏蘇，由庫爾喀喇烏蘇領隊大臣統轄。光緒十二年（1886年）置廳，隸屬於鎮迪道。其地在今新疆烏蘇市、奎屯市一帶。治所在慶綏新城（今烏蘇市）。1913年裁撤，降為烏蘇縣。
廳境分為九個區。設西湖、奎屯、普爾塔齊墩、木達、固爾圖、頭臺、二臺、小草湖、鄂倫布拉克九個驛站。境內有舊土爾扈特部牧地。